# ジャパンライフ
ジャパンライフ株式会社は、かつて存在した東京都千代田区に本社を置く代替医療機器製造販売会社。
東京都中央区築地にある同名の土木建築金物設計製造販売を行なう企業とは無関係である。

## 沿革

### 急成長とマルチ商法問題
APOジャパン、ホリディマジックと並ぶマルチ商法の草分けたる3社中の一つであるジェッカーチェーンを興した山口隆祥が1975年に群馬県伊勢崎市で創業。ジェッカーチェーンはこの1年後に倒産した。山口は自身が19歳のときに1番上の兄が脳腫瘍を患らったことや父がガンで亡くなったことがジャパンライフを創業するに至った理由であると語っている。
1982年、本社をサンシャイン60に移転。
1985年2月期には売上高1509億円を記録するなど急成長したが、同時期に表面化した豊田商事事件の余波を受けて業績は大幅に落ち込んだ。豊田商事同様にマルチ商法被害が社会問題となって同年12月10日、衆議院商工委員会でジャパンライフ問題の集中審議が行われた。この少し前には山口隆祥社長が法人税法違反で告発された（1983年）ことから社長を退き、後任の社長として警察官僚だった相川孝を迎えている。相川は京都府警察本部長や中部管区警察局長を歴任し、ネズミ講を取り締まる警察庁生活安全局保安課長を務めたこともあったことから、一連の人事には警察対策なのではとの見方が囁かれていた。

### たび重なる行政指導、行政処分
1986年に相川は社長を退き、後任の社長にAPOジャパン出身の柴田克一が就任。その後福田喜朗社長を経て、2007年に隆祥の娘・山口ひろみが社長に就任。この間2006年にサンシャイン60を引き払って、本社を東京都千代田区西神田に移転している。
2014年、消費者庁から書面による行政指導を受けた。2015年9月10日、消費者庁の立入検査を受けた。2015年10月1日、販売形態を転換、通信販売を除き店舗での直接販売に移行した。また、訪問販売・連鎖販売取引・預託取引をやめて、代わって業務提供誘引販売取引を導入、磁気治療器などを100万円から600万円で販売し、購入者が知人などにレンタルすると年6％の利益が得られるという「レンタルオーナー契約」方式を始めた。
迷惑解除妨害の特定商取引法違反などにより、消費者庁から2016年12月16日・2017年3月16日・11月・12月の4回にわたって行政処分を受け、一部業務について1年間の業務停止を命じられた。
2度目の行政処分から2か月後の2017年5月16日、東京・お台場のホテルで大物演歌歌手S・Iの歌謡ショーを開催、1000人を超える参加者を前に会長みずから磁気治療器を実演し、「腰痛や膝痛、全部解決する」「3月に売上過去最高30億円を達成」「すごい産業になる」などと大々的に勧誘した。5月24日参議院財政金融委員会で、内部告発で提供された収録映像をもとに、業務停止命令に違反する営業であると批判された。

### 倒産と再建案提示
2017年12月12日、本社不動産を売却。12月15日、山口ひろみが社長ならびに取締役を辞任。12月20日、巨額の債務超過を顧客に隠して勧誘したなど詐欺や預託法違反の疑いにより、被害対策弁護団から愛知県警察に告発状が提出された。一方で同社側は、消費者庁の管轄である連鎖販売や預託取引については既に行っていないにもかかわらず業務停止が命じられたことにより、あたかも他の業務も停止したかのような誤解を受けたと主張している。
2017年12月20日と21日の2日連続で手形が不渡りとなったため12月26日、取引銀行からの取引停止処分を受け倒産。負債総額の2405億円は、同年の倒産ではタカタに次ぐ規模である。
同年末、荷物が運び出され、顧客・債権者・報道関係者らが集まる本社前で「12月29日午前（代表が）成田から香港へ脱出」「逃亡を許すな!一般社員は怒ってるぞ」などと書かれた複数の文書がまかれた。
2018年1月上旬、顧客や代理店など関係者向けの説明会を開催、会社幹部が出席し「必ず返金するが、調査中のためいつ返済できるかなどは言えない」「担当が仕事を放棄したことで不渡りが発生、正直びっくりした」「販売会社を新たに設立（して再建）する」「磁気治療器を大幅に値下げする」などと述べたと伝えられている。一方、顧客弁護団は同年2月9日に破産申し立てを行なった。

### 破産手続
2018年3月1日、東京地方裁判所より破産手続開始の決定を受けた。官報での破産手続開始の公告は同年3月12日付で掲載された。同年9月4日、東京地裁は山口隆祥個人の破産開始を決定。同年10月9日、東京地裁は山口ひろみ個人の破産開始を決定。
2018年11月12日、第1回債権者集会が開催され、代表取締役山口隆祥は「国民の健康のためがんばってきた。お客も良い思いをした」「オーナー商法は詐欺ではない」等と主張した。2019年6月4日、第2回債権者集会開催。同年12月18日、第3回債権者集会開催。2020年6月10日、第4回債権者集会開催。
本社ビルは「SHONENGAHO-1」と名を変え、2019年6月5日から2021年7月31日までレンタル会議室が入居しており、2021年11月22日からは少年画報社が仮入居していた。その後は賃貸オフィスビルとして利用されている。
2023年9月14日、ジャパンライフの破産手続終結の決定がなされた。同年9月19日ジャパンライフの法人格が消滅した。

## 詐欺事件
2020年9月18日、警視庁生活経済課などの合同捜査本部は、会社が債務超過であることを認識した上で、顧客11人から計約8千万円をだまし取った詐欺の疑いで山口隆祥元会長および旧経営陣14人を逮捕した。10月8日、顧客11人から計約8550万円をだまし取った別の詐欺の疑いで元会長らを再逮捕し、同日、東京地検は山口会長を詐欺罪で起訴した。10月29日、東京地検は元会長を別の詐欺罪で追起訴し、ひろみ元社長ら12人を出資法違反罪で起訴した。
2021年4月13日、東京地裁は出資法違反罪で元取締役に懲役2年執行猶予3年、元課長代理に懲役1年6ケ月執行猶予3年の有罪判決を言い渡した。
2021年9月22日、山口は、東京地裁での初公判で、「起訴内容はすべて認め、心からお詫びする」と謝罪した。12月20日、ひろみに対し出資法違反で懲役2年6月、執行猶予5年、罰金200万円の有罪判決。2022年1月28日、山口に対しても詐欺罪で懲役8年の実刑判決。2月7日、山口は判決を不服として控訴した。
2022年11月18日の控訴審で東京高裁は1審判決を支持し、山口の控訴を棄却した。
2023年5月23日、愛知・岐阜・三重・長野4県で合計23人から起こされていた2億2千5百万円の損害賠償を求める裁判で、名古屋高等裁判所は原告側の主張を認め、全額を同社と取締役7人に支払うよう命じた。

## 関連企業・団体
- ナチュレール・イオン・コスメテックス株式会社 - 化粧品製造会社[43]。1979年9月設立、2012年頃子会社化、2012年9月山口ひろみが代表取締役に就任[43]。資本金4500万円、推定年商1億円前後[43]。所在地はジャパンライフ本社と同一[43][44]。従業員によると、銀行印や小切手帳はジャパンライフに管理されているという[43]。
- イオン薬品株式会社 - 現在営業実態不詳[43]。1981年11月設立、2012年9月山口ひろみが代表取締役に就任、2013年3月東京都世田谷区大蔵六丁目20番28号からジャパンライフ本社所在地に登記上の本社を移転[43][45]。資本金1000万円、1986年度で年商4140万円[43]。
- 有限会社ジェイエル興産 - 1985年10月設立、2007年11月山口ひろみが代表取締役に就任[43]。所在地はジャパンライフ本社と同一[43][46]。2017年3月時点ではジャパンライフの大株主であったが、2018年11月14日に東京地方裁判所から破産手続開始決定[47]。
- 一般社団法人日本文化協会 - 文化活動の支援を目的とする[48]。2014年9月設立[43]。所在地はジャパンライフ本社と同一[43][48][49]。会長は外交評論家加瀬英明（2022年11月没）、副会長は山口[48]（2019年2月現在は役員から退いている[50]）。駐日サンマリノ大使マンリオ・カデロを顧問に据え、宣仁親王妃喜久子と寬仁親王が名誉会員であると称している（両名共2020年代までに物故）[50]。
- 特定非営利活動法人　活生ライフ - 「死後に家族や周囲の人々に迷惑を掛けたくないという明確な本人の意思を完全実現し、尊厳ある死の事前準備と死後の事務手続きを支援する」[51]。2014年12月1日設立[51]。所在地はジャパンライフ本社と同一[43][51][52]。理事長は内閣審議官や内閣府国民生活局長などを歴任した永谷安賢[11][51]。
- 株式会社マクサム．ナウ - 1975年9月設立、資本金1000万円、2015年1月休眠会社としてみなし解散[43]。所在地はジャパンライフ本社と同一[43][53]。
- 公益財団法人ライフサイエンス振興財団 - 生命科学に係わる科学技術の振興を目的とする[54]。1983年設立[54]。所在地は東京都千代田区麹町2丁目12番1号KDXレジデンス半蔵門702号室[55]。初代理事長は元科学技術事務次官で原子力行政にも深く関わった梅澤邦臣、現理事長は科学技術振興機構研究開発戦略センター上席フェローの林幸秀[54]。2019年、ジャパンライフ株式会社の関係者は財団の役員を退任し、現在は同社と関係を有していない。
- 健身健康法教育学院 - 足圧マッサージ店、スクール[56]。1994年開設[8]。2011年3月ジャパンライフの経営方針により閉院[57]。所在地は東京都渋谷区道玄坂1-16-7 ハイウェービル２階[56]。

## 政官界との関係
消費者庁取引対策課課長補佐兼消費者取引対策官が、定年退職するに当たって経営者との面会を要求するなど自身の天下りを受け入れるよう要求、2015年7月に同社に顧問として再就職した。また社長の山口は同年の「桜を見る会」に“総理枠”かとされる「60」番で招待されている。2016年2月1日消費者庁は違反行為があったとは断定できない旨の調査結果を内閣府再就職等監視委員会に提出したが、同年3月同委員会は国家公務員法第106条の3第1項違反を認定した。

業務停止処分直後の2017年1月13日、会長の山口が働き方改革担当特命大臣の加藤勝信と会食、のちチラシに「ジャパンライフのビジネスモデルは、一億総活躍社会を先取りしています!」との加藤のコメントが掲載され、また主要閣僚含む安倍政権の政治家への「お中元リスト」の存在が国会で議論されたり、複数の官僚が当社や関連団体に顧問として再就職（天下り）しているなど、政官界との結びつきが強いと評する媒体もある。

## 役員
- 前会長・山口隆祥[60][61] - 1942年、群馬県生まれ[60]。1975年、ジャパンライフを創業、社長に就任した[60]。医療機器認可家庭用磁気治療器の発売を開始した[60]。2007年、会長に就任した[60]。2019年、山口と娘のひろみが、東京地裁から破産手続き開始決定を受けた[61]。
- 前社長・山口ひろみ[60][61] - 1972年、東京都生まれ[60]。高校時代からジャパンライフの仕事を手伝い始めた[62]。聖心女子大学文学部外国語外国文学科卒業[60]。慶應義塾大学大学院経営管理研究科前期博士課程修了、経営学修士（MBA）[60]。1996年、ジャパンライフに入社[60]。経営企画等を経て2007年、社長に就任した[60]。